# Dietmar Jäger
Dietmar Jäger (* 15. Dezember 1962; † 2. Dezember 2011) war ein österreichischer Schauspieler.

## Ausbildung
Jäger wuchs in Sattledt auf und besuchte dann das Stiftsgymnasium Kremsmünster, wo er 1981 maturierte. Er ging nach Graz, um Medizin zu studieren, gab das Medizinstudium jedoch zu Gunsten der Schauspielerei auf. 1986 schloss er in Wien sein Schauspielstudium ab.

## Arbeiten

### Künstlerische Tätigkeiten
Von 1983 bis 1987 war er Mitorganisator der internationalen Theatertage in Bad Radkersburg und Sankt Lambrecht.
In den Jahren 1988 bis 1993 war er Schauspieler und Leiter des „Theaters Westliches Weinviertel“. 1994 gründete er ACCUS (Theater-Musik-Live-Kultur), mit der er für das Donaufestival 1994 in Krems die legendäre Produktion „Lilly Marilli“ produzierte und die „dramatische Notation“ von H. C. Artmann zur Uraufführung brachte. Am Aufbau eines professionellen Gehörlosentheaters in Österreich war er seit 1994 bei ARBOS – Gesellschaft für Musik und Theater als Lehrer und Schauspieler mitbeteiligt und war ab 1998 organisatorischer Leiter zuerst des Österreichischen und von 2000 bis 2004 des Europäischen und Internationalen ARBOS-Gehörlosentheaterfestivals in Österreich, der Tschechischen Republik, Deutschland und Finnland. Als Schauspieler war Jäger u. a. im Schauspielhaus Graz, bei den Salzburger Festspielen und beim Donaufestival tätig.

### Sonstige Tätigkeiten
Seit 2009 arbeitete er im Veranstaltungs- und Produktionsmanagement bei der „Volkskultur Niederösterreich“. Außerdem war Jäger Mitglied im NÖ Kultursenat.

## Auszeichnungen
Dietmar Jäger erhielt für seine künstlerischen Arbeiten folgende Auszeichnungen:
- 1999 Kulturpreis des Landes Niederösterreich für sein Theater ACCUS für darstellende Kunst[5]